# Alexandru Săvulescu
Alexandru Săvulescu (8 gennaio 1898 – 11 dicembre 1961) è stato un allenatore di calcio rumeno.